# Апухтин, Владимир Александрович
Владимир Александрович Апухтин (7 [19] июля 1896 — 10 мая 1975, Ницца, Франция) — штабс-капитан лейб-гвардии 4-го стрелкового полка, герой Первой мировой войны, участник Белого движения.

## Биография
Сын генерал-лейтенанта Александра Николаевича Апухтина (1862—1928) и жены его Варвары Петровны Араповой (1868—1936).
С началом Первой мировой войны поступил в Пажеский корпус, по окончании ускоренного курса которого 1 февраля 1916 года был выпущен прапорщиком в лейб-гвардии 4-й стрелковый полк. Удостоен ордена Св. Георгия 4-й степени
За то, что, будучи в чине прапорщика, в бою 15 июля 1916 года при атаке укреплений противника у д. Трыстень, несмотря на губительный огонь противника, наносящий огромные потери атакующим, ворвался во главе остатков своей полуроты в неприятельский окоп, защитников которого частью перебил, частью взял в плен и лично захватил действующий пулемёт, на который и упал раненый в упор.
Произведён в подпоручики 19 января 1917 года, в поручики — 28 апреля того же года, в штабс-капитаны — 10 июня 1917 года.
В Гражданскую войну участвовал в Белом движении на Юге России в составе ВСЮР. В 1920 году участвовал в Бредовском походе. Капитан. 20 июля 1920 года эвакуировался в Югославию, а 6 августа того же года прибыл в Ялту в распоряжение дежурного генерала штаба Русской армии. Эвакуировался из Крыма на корабле «Вел. Князь Александр Михайлович». В 1921 году — член Морского клуба в Константинополе.
В эмиграции во Франции. Состоял членом полкового объединения. Умер в 1975 году в Ницце. Похоронен на кладбище Кокад.